# Ferrari 250 GT Berlinetta SWB
Der Ferrari 250 GT Berlinetta SWB (alternativ: Ferrari 250 GT Berlinetta Passo Corto) ist ein Sportwagen des italienischen Automobilherstellers Ferrari, der von 1959 bis 1962 insgesamt 167-mal gebaut wurde. Das zur Modellfamilie Ferrari 250 gehörende Auto löste den seit 1955 produzierten größeren 250 GT Berlinetta LWB „Tour de France“ ab und war die sportliche Ergänzung der zur gleichen Zeit gebauten Tourenwagen 250 GT Coupé und 250 GT 2+2. Ferrari bot den 250 GT Berlinetta SWB einerseits als wettbewerbstaugliche Versionen Competizione und SEFAC Hot Rod an, die bei internationalen Motorsportveranstaltungen erfolgreich waren, anderseits aber auch als Lusso mit etwas mehr Komfort. Auf der technischen Basis des 250 GT Berlinetta SWB entstanden einige bekannte Sonderversionen, unter ihnen der Rennwagen „Breadvan“, fünf Esperimentale-Modelle von Pininfarina und ein stilistisch herausragendes Einzelstück von Bertone. Der 250 GT Berlinetta SWB gilt als einer der attraktivsten und begehrtesten Sportwagen der frühen 1960er-Jahre. Ein halbes Jahrhundert nach der Produktionseinstellung erreichen einige Exemplare bei Auktionen Preise im zweistelligen Millionenbereich.

## Hintergrund

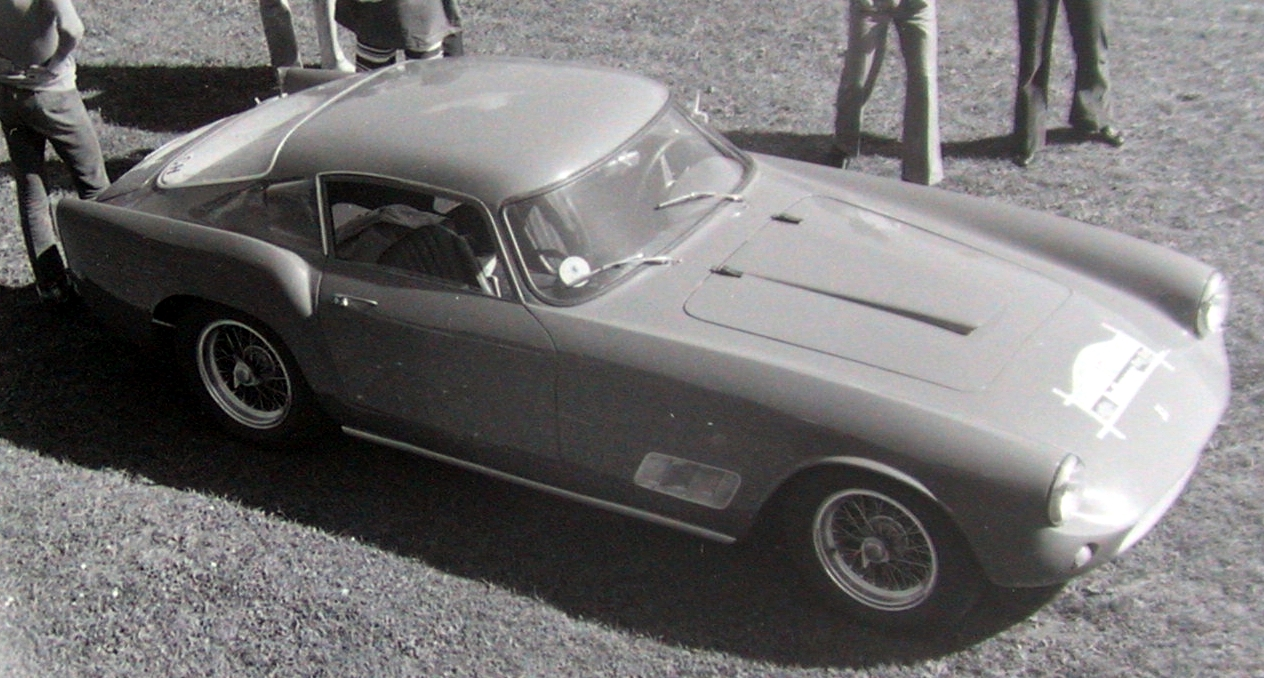
Vorgängermodell: Ferrari 250 GT Berlinetta LWB „Tour de France“

Nach dem Ende des Zweiten Weltkriegs weitete das Modeneser Unternehmen Ferrari, dessen Anfänge im Rennsport liegen, seine Tätigkeit auf die Herstellung von Straßensportwagen aus. Zunächst entstanden nur Einzelstücke oder Kleinstauflagen. Mit dem 1955 vorgestellten 250 GT Boano/Ellena erreichte Ferrari erstmals niedrige dreistellige Stückzahlen. Das GT-Coupé mit standardisiertem Pininfarina-Aufbau entstand dann von 1958 bis 1960 bereits etwa 350-mal, und der 1960 vorgestellte Viersitzer GT 2+2 kam in 954 Exemplaren auf die Straße. All diese Modelle waren Gran Turismos, bei denen das Hauptaugenmerk auf der Straßentauglichkeit lag. Sie waren zugleich die Grundmodelle der 250-Reihe.
Von Beginn an stellte Ferrari ihnen sportlichere Varianten zur Seite, die gleichermaßen im Straßenverkehr und bei Wettbewerben einsetzbar waren. In der Literatur werden diese Modelle teilweise als Dual Purpose Ferraris (etwa: Mehrzweck-Ferraris) bezeichnet. Hierzu gehörte zunächst der 1952 vorgestellte 250 MM, der 1955 durch den moderneren 250 GT Berlinetta LWB ersetzt wurde. Er hatte noch das Fahrwerk und den Radstand wie die Standard-Coupés. Nach einem Sieg bei der Tour de France für Automobile 1956 erhielt dieses Modell den Beinamen „Tour de France“. 1959 kam der Nachfolger des „Tour de France“ auf den Markt, dessen Radstand nun kürzer war als der der Standardmodelle. Er wird allgemein als 250 GT Berlinetta SWB bezeichnet. Vorher allerdings hatte Ferrari 1959 noch sieben sogenannte Interimsmodelle produziert, die den langen Radstand des LWB, andererseits aber schon die (angepasste) Karosserie des SWB haben.
Ferrari stellte den 250 GT Berlinetta SWB im Oktober 1959 auf dem Pariser Autosalon öffentlich vor. Kurz danach begann die Serienfertigung. Die Autos entstanden bei der Carrozzeria Scaglietti in Modena. Anfänglich gab es nur das als Competizione bezeichnete Wettbewerbsmodell, das ab 1961 von einer nochmals leichteren und zugleich leistungsstärkeren Version abgelöst wurde, die die inoffizielle Bezeichnung 250 GT Berlinetta SWB SEFAC Hot Rod trägt. Den Sportmodellen wurde 1960 eine komfortablere Straßenausführung Lusso zur Seite gestellt. Sie war nötig, um dem Berlinetta SWB im Motorsport die Zulassung als Serienfahrzeug zu ermöglichen. In knapp vier Jahren entstanden, alle Varianten zusammengenommen, 167 Exemplare des 250 GT Berlinetta SWB. Wie viele Fahrzeuge von den einzelnen Varianten hergestellt wurden, ist nicht eindeutig geklärt.
1962 löste der 250 GTO den Berlinetta SWB ab. Ferrari behauptete, der GTO sei eine bloße Weiterentwicklung des Berlinetta SWB; technisch waren aber nahezu alle Details neu. Das offene Parallelmodell zum 250 GT Berlinetta SWB ist der 250 GT California Spyder, der das gleiche Chassis und einen ähnlichen Motor hat.

## Nomenklatur
Sowohl das von 1955 bis 1959 produzierte Modell mit langem als auch sein von 1959 bis 1962 gebauter Nachfolger mit kurzem Radstand wurden werksseitig nur als 250 GT Berlinetta bezeichnet. In der Ferrari-Szene und in der Literatur hat sich eine Differenzierung beider Baureihen anhand ihres Radstandes durchgesetzt. In Italien wird der erste Berlinetta als passo lungo, der zweite als passo corto bezeichnet. Im internationalen Bereich spricht man dagegen vom 250 GT Berlinetta LWB (für Long Wheelbase = langer Radstand), wenn die 1955 bis 1959 gebaute Version gemeint ist, während der Nachfolger als 250 GT Berlinetta SWB (für Short Wheelbase = kurzer Radstand) bekannt ist. Ferrari selbst nennt das kurze Modell in seinem Internetauftritt 250 GT Berlinetta passo corto.

## Beschreibung

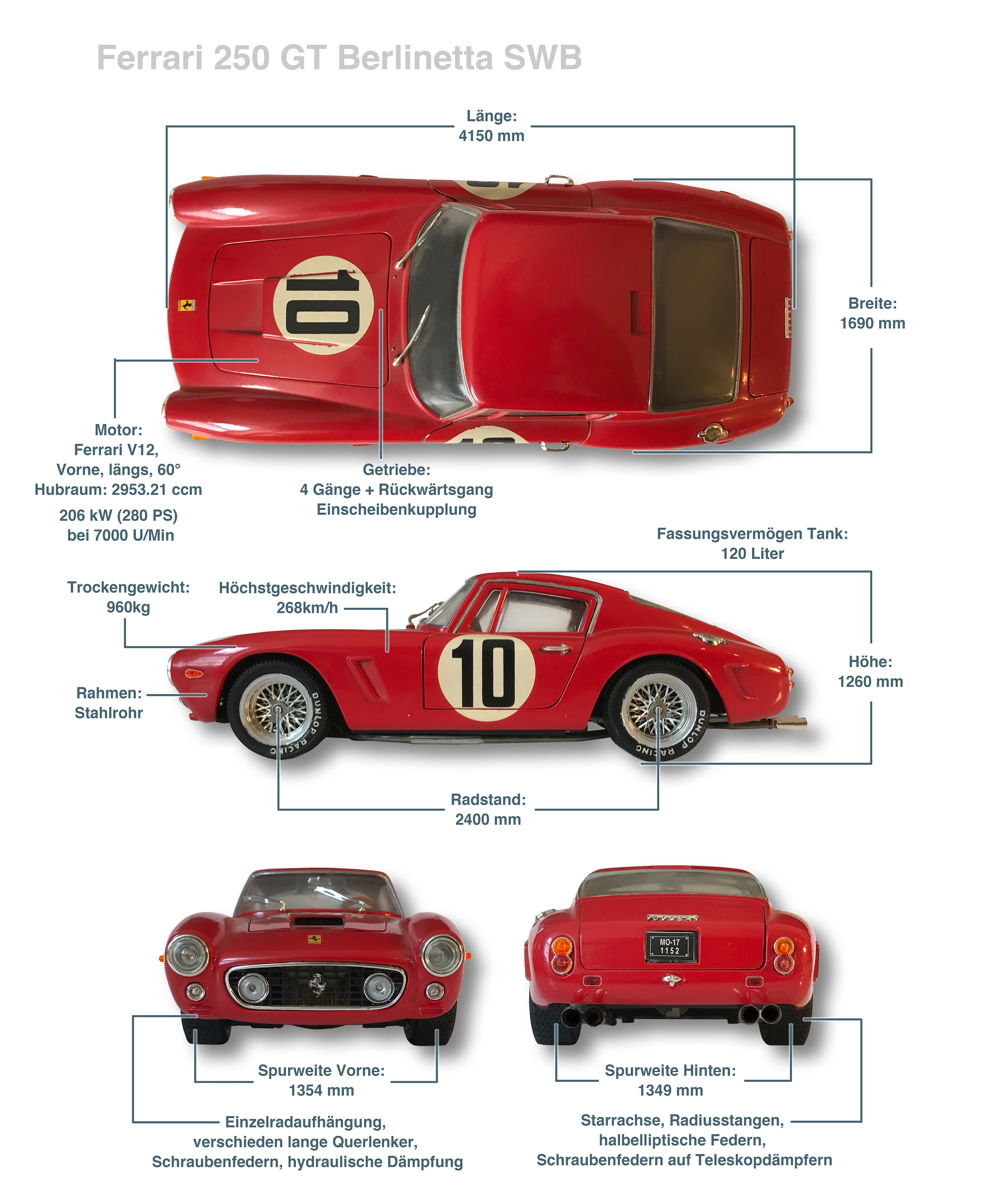
Technische Basis-Informationen zum Ferrari 250 GT Berlinetta SWB

### Fahrgestell
Das Chassis des 250 GT Berlinetta SWB ist eine Neukonstruktion. Es trägt die Bezeichnung Tipo 593 und besteht aus einem Rohrrahmen, der aus ovalen Stahlrohren zusammengefügt ist. Darauf ist das Rohrskelett der Karosserie aufgesetzt. Der Radstand ist mit 2400 mm um 200 mm kürzer als bei der Berlinetta LWB. Dadurch sind die Autos leichter, wendiger und sportlicher. Die vorderen Räder sind einzeln an doppelten Dreiecksquerlenkern aufgehängt, mit Schraubenfedern, hydraulischen Teleskopstoßdämpfern von Koni oder Miletto sowie einem Stabilisator. Die Lenkung arbeitet mit Schnecke und Rolle. Hinten hat der Wagen wie bei Ferrari seinerzeit üblich eine an Längslenkern geführte Starrachse mit halbelliptischen längsliegenden Blattfedern und hydraulischen Teleskopstoßdämpfern. Diese Konstruktion haben alle Varianten des SWB.

### Motor
Im 250 GT Berlinetta SWB ist eine Weiterentwicklung jenes Colombo-Zwölfzylindermotors eingebaut, der seit dem 250 Europa GT von 1953 alle Mitglieder der Ferrari-250-Familie antrieb. Er trägt hier die Bezeichnung Tipo 168. Der V12-Motor hat einen Hubraum von 2953 cm³ (Bohrung × Hub: 73 × 58,8 mm). Der Zylinderbankwinkel beträgt 60 Grad. Jede Zylinderreihe hat eine obenliegende Nockenwelle, die von einer Kette angetrieben wird. Die Zylinder haben jeweils zwei Ventile (Ein- und Auslass). Das Gemisch wird in den ersten Versionen von drei Weber-Doppelvergasern (Typ 36DCL), in den besonders leistungsstarken Ausführungen von sechs Doppelvergasern aufbereitet. Die Verdichtung ist unterschiedlich; sie variiert von 9,1 : 1 bis 9,7 : 1. Die Motorleistung liegt je nach Ausführung zwischen 240 PS (177 kW) und 293 PS (216 kW). Die gleiche Konstruktion findet sich auch im Nachfolger Ferrari 250 GTO, dort allerdings mit einer höheren Motorleistung von 302 PS (222 kW).

### Karosserie

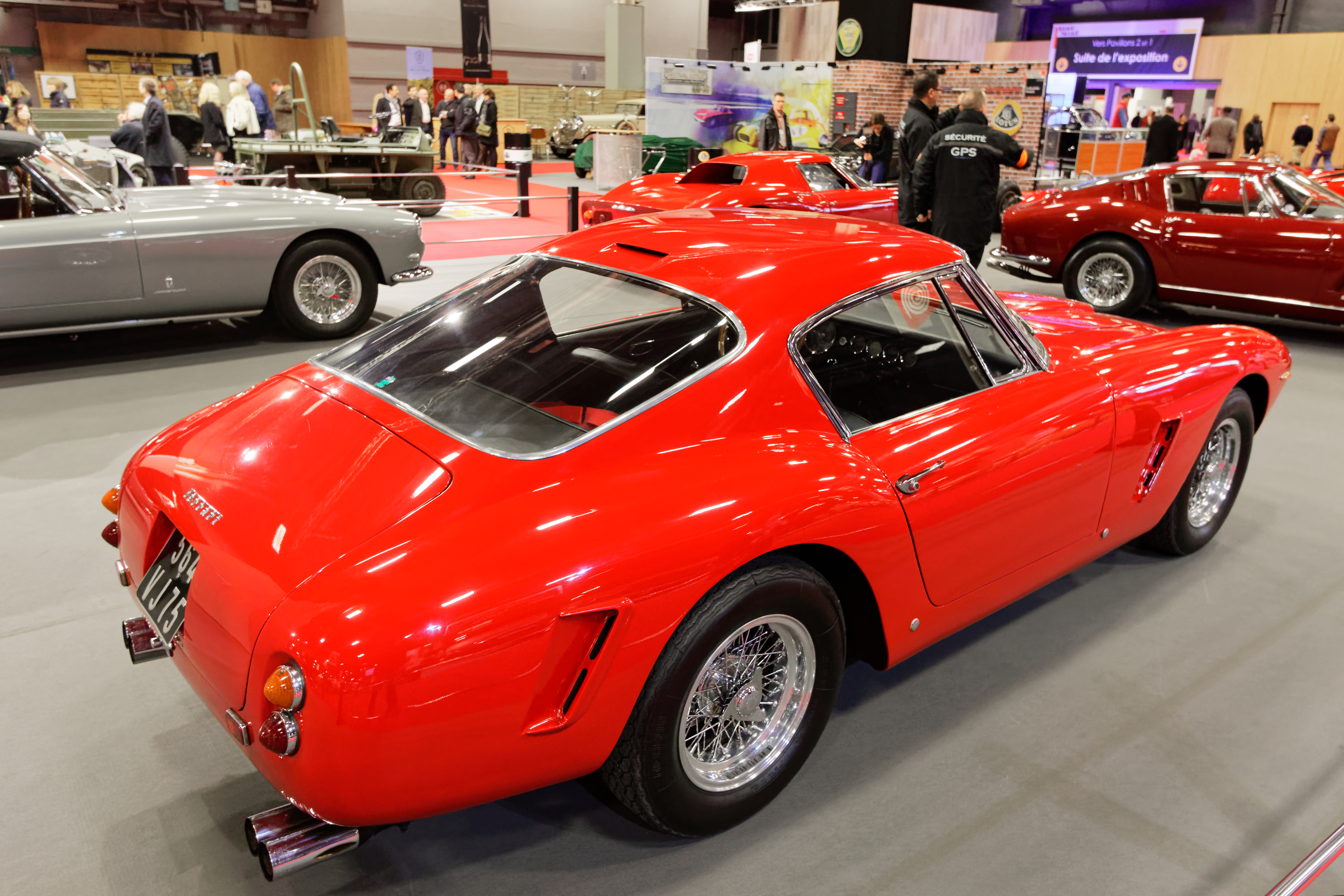
Ferrari 250 GT Berlinetta SWB

Die Karosserie des 250 GT Berlinetta SWB ist ein Entwurf Pininfarinas. Das Auto ist als zweitüriges Fließheckcoupé mit rundlichen Formen gestaltet. Die ovale Kühleröffnung ist niedrig positioniert, das Kühlergitter zurückversetzt. In ihr sind zwei Zusatzscheinwerfer eingelassen. Die vorderen Kotflügel fallen zu den Türen leicht ab, über den Hinterrädern schließt sich ein auffälliger Hüftschwung an. Der hintere Dachteil ist leicht eingezogen. Die Form der Karosserie änderte sich im Laufe des Produktionszyklus nur wenig. Die ab Mai 1960 produzierten Autos haben schräge Entlüftungsschlitze in den vorderen Kotflügeln. Später wurde der Tankverschluss in den linken hinteren Kotflügel verlegt, und der Kofferraumdeckel erhielt weitere Entlüftungsschlitze. Auch die Form der Seitenfenster änderte sich geringfügig.
Die Karosseriehaut bestand bei den Wettbewerbsversionen aus Aluminiumblechen, die Straßenversionen hingegen hatten Stahlkarosserien mit einzelnen Teilen aus Aluminium.

## Werksversionen

### Competizione

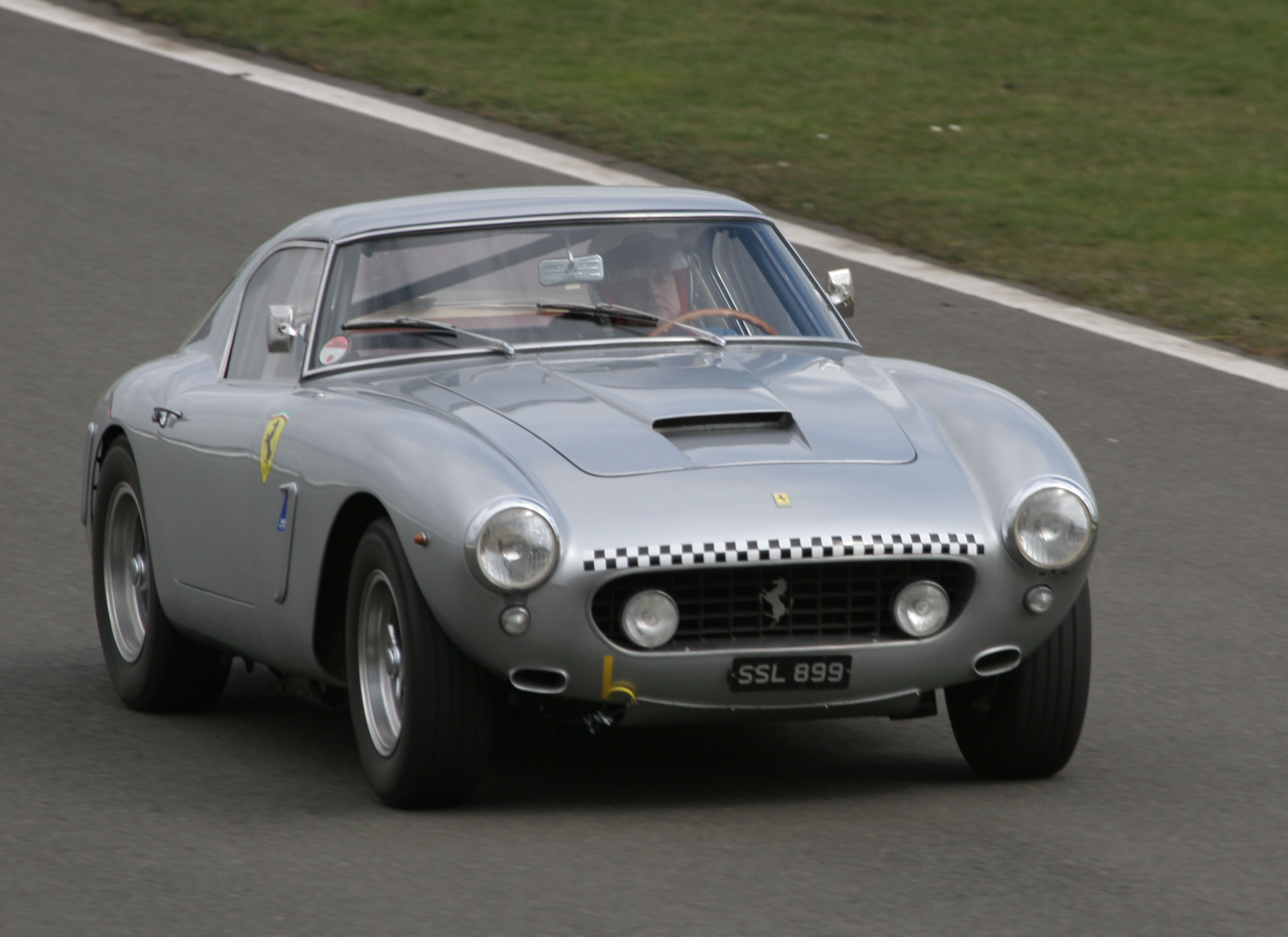
250 GT Berlinetta SWB Competizione

1959 und 1960 baute Scaglietti etwa 45 Competizione-Versionen des Berlinetta SWB auf. Die Motorleistung dieser Version beträgt etwa 280 PS (206 kW). Die Competizione haben Karosserien aus Aluminiumblechen. Die Innenausstattung ist „spartanisch“ und auf geringes Gewicht ausgelegt. Details wie Stoßstangen fehlen und es gibt Schiebe- statt Kurbelfenster.

### SEFAC Hot Rod

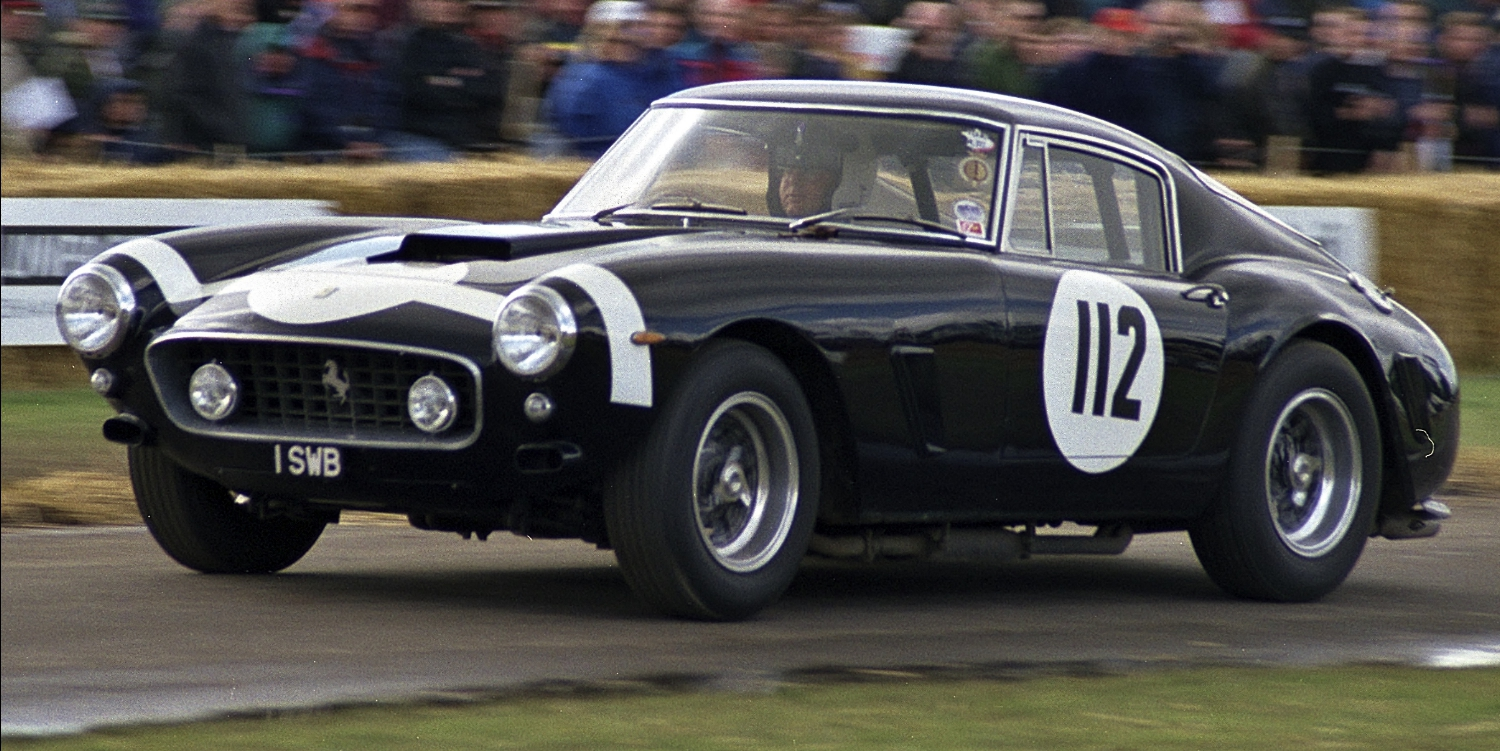
250 GT Berlinetta SWB SEFAC Hot Rod: Das 1961 von Stirling Moss gefahrene Exemplar (2735GT)

1961 erschien eine weiterentwickelte Version des Competizione. Sie überbrückte die Zeit bis zum Erscheinen des 250 GTO im Jahr 1962. Werksseitig wurden diese Autos als 250 GT Berlinetta SWB Competizione/61 bezeichnet; in der Literatur hat sich allerdings die Bezeichnung SEFAC Hot Rod etabliert, wobei SEFAC die werksseitig verwendete Abkürzung für „Scuderia Enzo Ferrari Automobili Corsa“ ist.
Gegenüber der ersten Competizione-Generation ist einerseits das Gewicht des Autos reduziert, andererseits haben die Hot-Rod-Versionen einen stärkeren Motor. Die Rohre, aus denen der Rahmen zusammengeschweißt ist, haben eine geringere Wandstärke, außerdem wurde für die Karosseriehaut 1,1 mm dünne Aluminiumbleche verwendet. Die Seitenscheiben und das Heckfenster bestehen aus Kunststoff, im Innenraum gibt es keine Verkleidungen. Der Motor (Tipo 168 Comp./61) war erneut überarbeitet worden. Er hat Testa-Rossa-Zylinderköpfe, und der Durchmesser der Einlassventile ist vergrößert. Einige Motorteile wie die Ventildeckel sind aus Magnesium gefertigt. Die Verdichtung beträgt 9,7 : 1, die Gemischaufbereitung übernehmen sechs Weber-Doppelvergaser (Typ 46DCL3). Die Motorleistung wird mit 293 PS (216 kW) angegeben. Die SEFAC Hot Rod beschleunigten von 0 auf 100 km/h in fünf Sekunden; auf der Mulsanne-Geraden in Le Mans erreichten sie eine Höchstgeschwindigkeit von fast 260 km/h.
Insgesamt baute Scagiletti 1961 etwa 20 Exemplare des SEFAC Hot Rod. Die einzelnen Autos unterschieden sich in zahlreichen Details voneinander.
Die SEFAC Hot Rod erreichen bei Verkäufen höhere Preise als die früheren Competizione-Modelle. 2010 wurde ein Fahrzeug (Chassisnummer 2845GT) in den USA für 6,1 Mio US-$ verkauft.

### Lusso

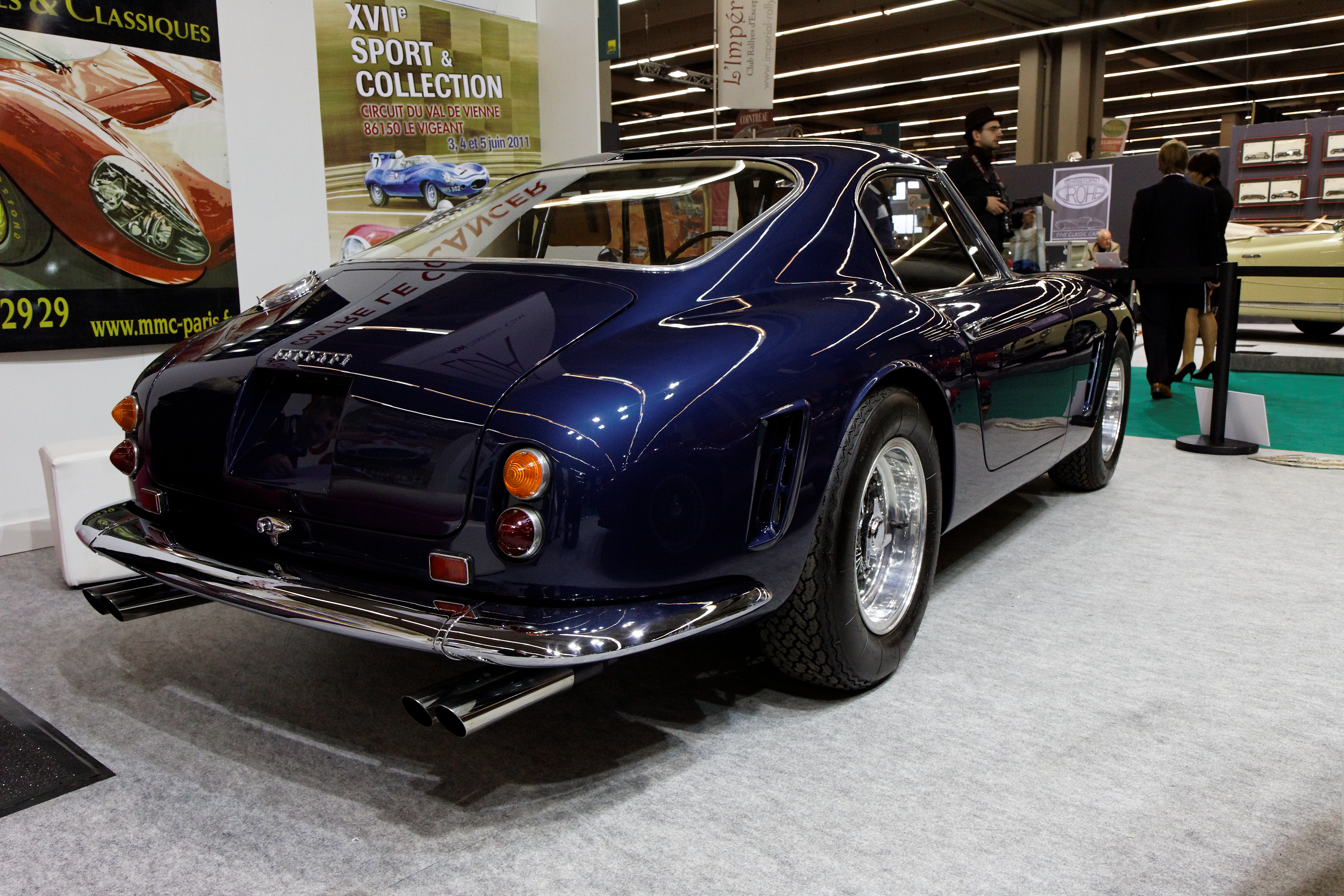
250 GT Berlinetta SWB Lusso

1960 erschien der 250 GT Berlinetta SWB Lusso als „leicht abgemilderte Version des kompromisslosen Sportwagens.“ Die Karosserie der Lusso-Modelle besteht aus Stahlblechen, lediglich die Türen und die Hauben sind aus Aluminium gefertigt. Die Seitenscheiben und das Heckfenster bestehen aus Glas. Auf Wunsch installierte Ferrari Kurbelfenster; erhältlich waren außerdem lederbezogene Sitze. Die meisten Fahrzeuge haben Stoßstangen. Bei einigen sind die vorderen Stoßstangen zweiteilig, bei anderen gehen sie über die gesamte Fahrzeugbreite. Die Lusso-Versionen haben üblicherweise mit etwa 240 PS (177 kW) eine deutlich geringere Motorleistung die Competizione. Allerdings gab es auch Mischformen. Einzelne Kunden ließen sich in unterschiedlichem Maße leistungsgesteigerte Motoren oder auch Competizione-Triebwerke in die Lusso-Karosserie einbauen.
Der Produktionsumfang des Lusso ist nicht klar zu bestimmen. Die Angaben in den Quellen variieren zwischen 89 oder 90 und etwa 100.

## Rennerfolge der Werksautos

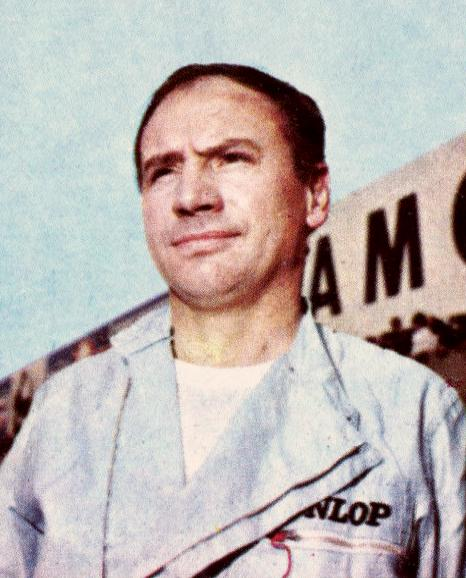
Fuhr den ersten Gesamtsieg in einem 250 GT Berlinetta SWB ein: Willy Mairesse

Der Berlinetta SWB Competizione war im Automobilsport international erfolgreich. Es gab Siege in zahlreichen Ländern. Den ersten Gesamtsieg erzielten Wolfgang Seidel und Willy Mairesse am 29. Mai 1960 beim Grand Prix de Spa. Zwei Wochen später waren zum 24-Stunden-Rennen von Le Mans 1960 vier Competizione für die GT-Klasse gemeldet. Sie starteten für Kundenteams, während das Ferrari-Werksteam mit dem 250 Testa Rossa 59/60 in der S3-Klasse antrat. Fernand Tavano und Pierre Dumay fuhren in ihrem Competizione den Klassensieg ein, und die drei anderen Autos belegten in der Klassenwertung die Plätze zwei bis vier. Einen weiteren Gesamtsieg erzielten Willy Mairesse und Georges Berger bei der Tour de France für Automobile 1960 im September 1960 sowie Lucien Bianchi und Olivier Gendebien beim 1000-km-Rennen von Paris 1960. Das Auto von Lucien und Gendebien wurde einige Monate später zum Ferrari „Breadvan“ umgebaut. In Großbritannien gewann Stirling Moss in einem vom Rob Walker Racing Team eingesetzten Competizione (2119GT) die RAC Tourist Trophy 1960 und einige weitere lokale Rennen, und Carlo Maria Abate siegte bei der italienischen Coppa Inter-Europa in Monza mit einem Competizione der Scuderia Serenissima. In den USA gewann Bob Grossman mit einem Competizione (1785GT) einen Lauf der SCCA National Sports Car Championship in Montgomery.
Auch die ab 1960 eingesetzten SEFAC-Hot-Rod-Modelle erzielten ebenfalls einige Rennerfolge. Pierre Noblet und Jean Guichet fuhren beim 24-Stunden-Rennen von Le Mans 1961 den Sieg in der GT-Klasse ein. Zwei Monate später gewann Stirling Moss wie schon im Vorjahr die RAC Tourist Trophy 1961. Diesmal fuhr er einen SEFAC Hot Rod (2735GT). Hinzu kamen Siege bei einigen weiteren britischen Rennen.

## Besondere Versionen
Bei verschiedenen italienischen Carrozzieri (Aufbauherstellern) entstand etwa ein Dutzend Fahrzeuge auf SWB-Chassis mit eigenständigen Karosserien. Die meisten von ihnen waren für den Straßeneinsatz gedacht, nur drei – Piero Drogos Version, ein Pininfarina-Coupé sowie der „Breadvan“ – waren Rennsportmodelle. Überwiegend wurden fabrikneue Fahrgestelle eingekleidet; in einigen Fällen erhielten aber auch Berlinettas, die zunächst serienmäßig das Werk verlassen hatten, später neue Aufbauten. Der letzte entstand 1974.

### Pininfarina
Die Carrozzeria Pininfarina stattete sechs Fahrgestelle der Berlinetta-SWB-Reihe mit Sonderkarosserien aus.

#### 250 GT SWB Esperimentale

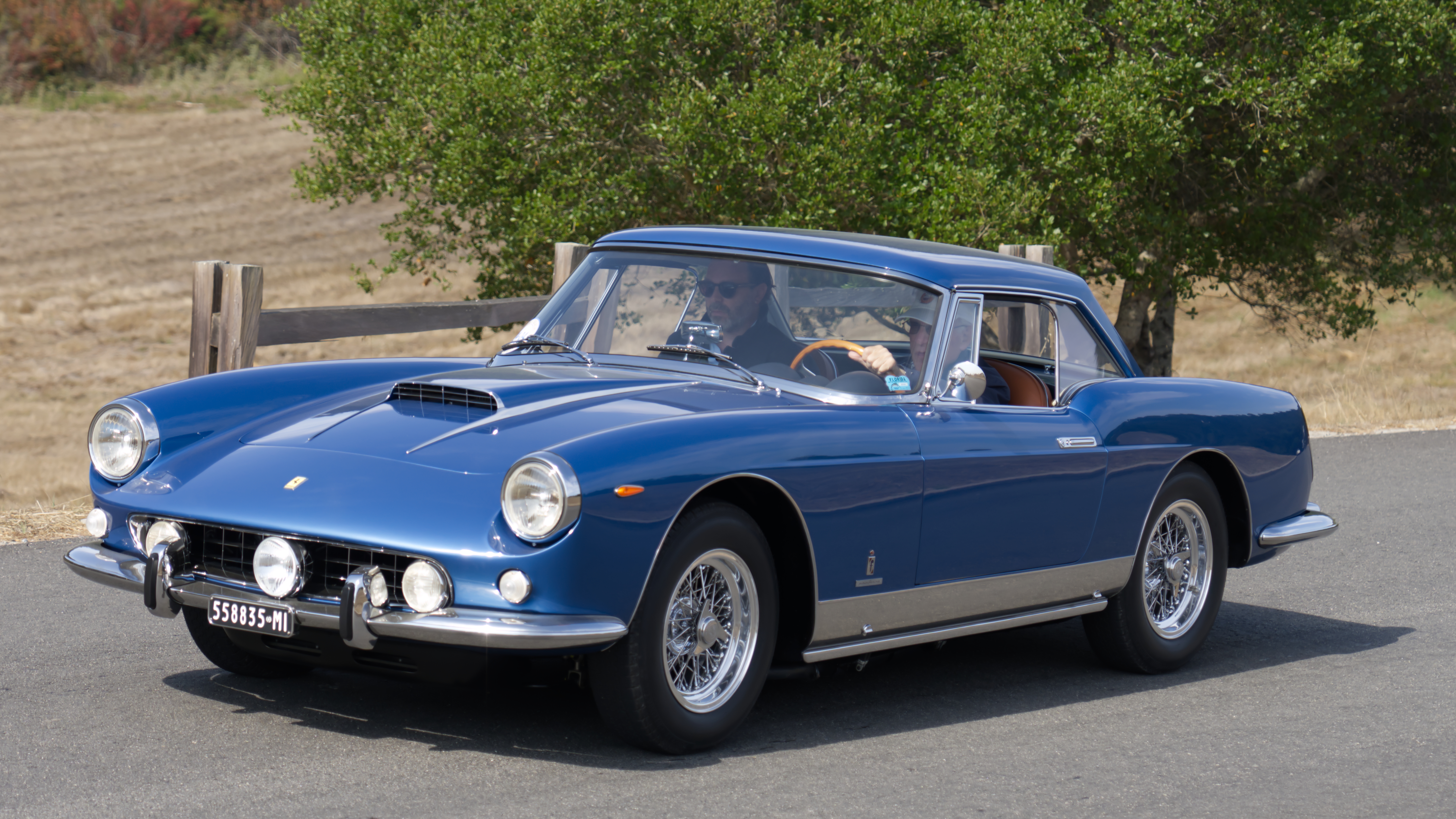
Stilistische Vorlage für fünf Sondermodelle des 250 GT Berlinetta SWB: Ferrari 400 Superfast

1961 und 1962 entstand eine fünf Autos umfassende Reihe zweisitziger Stufenheckcoupés, die in der Literatur als 250 GT SWB Esperimentale bezeichnet werden. Die Aufbauten folgen generell der Linie des Ferrari 400 Superamerica, weichen allerdings in Details erheblich voneinander ab. Die Autos sind unterschiedlich motorisiert. Einige haben den 240 PS (177 kW) starken Motor des Lusso, andere den des Competizione.
- Das Fahrzeug mit der Fahrgestellnummer 2429 hat Scheinwerfer, die mit einer Plexiglasabdeckung versehen sind, und abgedeckte Hinterräder. Die vorstehende Kühleröffnung ist oval und unterbricht die Stoßstange in der Fahrzeugmitte. die Motorisierung kommt vom Competizione. Das Auto entstand 1961 für einen französischen Kunden und wurde nach mehreren Eigentümerwechseln 2000 von einem US-amerikanischen Sammler gekauft.[19]
- Für das Auto mit der Chassisnummer 2613GT übertrug Pininfarina die Linien des 400 Superamerica annähernd originalgetreu auf das Berlinetta-SWB-Chassis. Der Wagen entstand 1961 für Prinz Bernhard der Niederlande.[20]
- Das 1961 von Maranello Concessionaires für einen britischen Kunden Auftrag gegebene Fahrzeug mit der Chassisnummer 2821GT entspricht weitgehend dem Prinz-Bernhard-Wagen.[21]
- Das Fahrzeug mit der Fahrgestellnummer 3615GT ist ebenfalls vom 400 Superfast beeinflusst, hatte allerdings eine tiefer abfallende Motorhaube und eine niedriger angesetzte Kühleröffnung. Ferrari verkaufte das Auto zunächst an einen Turiner Kunden, bevor es 1967 in die USA ging und dort über Luigi Chinettis Organisation weiterverkauft wurde. Der Wagen existiert noch. Er wurde 2014 in den USA für 6,8 US-$ verkauft.[22][23]
- Das Auto mit der Fahrgestellnummer 2643GT hat den Motor des Ferrari 250 GTO. Die Frontpartie ist stark abgerundet und hat keine Stoßstangen. Das Auto wurde mehrfach bei Rennsportveranstaltungen eingesetzt.[24]

#### 250 GT SWB Coupé Speciale Pininfarina
Eine weitere Sonderversion entstand 1962 auf dem Fahrgestell Nummer 3469GT. Der Stufenheckaufbau gleicht einem Einzelstück, das Pininfarina zwei Jahre früher auf einem 250-GT-Cabriolet-Fahrgestell (Nummer 1737GT) aufgebaut hatte. Das Auto hat ein fest verschweißtes, kantiges Hardtop mit hinteren Seitenfenstern und einem Glasteil über den Sitzen. Es wurde nach dem Produktionsende des 250 GT SWB aus Restbeständen zusammengebaut. Als Antrieb dient ein Tipo-168-Zwölfzylinder mit etwa 250 PS (184 kW), wie er serienmäßig auch im SWB Lusso eingesetzt wurde. Das Auto existiert noch. Es steht seit Jahrzehnten in den USA.

### Bertone
Die Turiner Carrozzeria Bertone baute zwei stilistisch eigenständige Coupés auf dem Berlinetta-SWB-Chassis, deren Karosserien jeweils von Bertones damaligem Designchef Giorgio Giugiaro gestaltet waren.

#### Das Wax-Coupé
Das erste Bertone-Fahrzeug ist ein gradlinig gezeichnetes Stufenheckcoupé. Auftraggeber war der Genueser Unternehmer Enrico Wax, der seinerzeit zu den wohlhabendsten Italienern gehörte. Das Wax-Auto entstand auf einem der ersten 1959 hergestellten Competizione-Chassis (Nummer 1739GT) und hat einen besonders leistungsstarken Motor, der einige Merkmale des späteren SEFAC Hot Rod vorwegnahm. Hierzu gehören unter anderem eine Verdichtung von 9,8 : 1 und ein Testa-Rossa-Zylinderkopf. Im Januar 1960 übernahm Bertone das Chassis und konstruierte in den folgenden Wochen eine individuelle Karosserie mit sechs Seitenfenstern und sehr dünne A-, B- und C-Säulen. Eine Besonderheit ist das Dach, das aus unlackiertem Stahl besteht. Die über die ganze Wagenbreite reichende Kühleröffnung ist mit einem Drahtgitter versehen. Bertone stellte den Wagen dem Turiner Autosalon im März 1960 öffentlich aus. Enico Wax fuhr den Wagen nur ein Jahr lang, bevor er ihn an einen italienischen Geschäftspartner verkaufte. Seit den 1970er-Jahren steht das Auto in den USA.

#### 250 GT Berlinetta Speciale Bertone
Zwei Jahre nach dem Wax-Coupé entstand bei Bertone ein weiteres Einzelstück auf einem Berlinetta-SWB-Chassis (Fahrgestellnummer 3269GT). Initiator des Projekts war Firmeninhaber Nuccio Bertone, der den Wagen privat nutzte und über dieses Show Car versuchte, eine geschäftliche Beziehung zu Ferrari aufzubauen. Das Auto mit Giugiaro-Karosserie gehört für viele zu den außergewöhnlichsten und begehrtesten Ferrari-Unikaten. Besonders auffällig ist die Frontpartie, bei der das Kühlergitter durch eine vorgezogene Blechnase mittig geteilt wird. Dieses Stilmittel zitiert den zeitgenössischen Formel-1-Rennwagen Ferrari 156, der auch als Sharknose (Haifischnase) bekannt ist. Das Auto wurde zuletzt 2015 für 16,5 Mio US-$ verkauft.

### Nachträgliche Umbauten

#### GT SWB „Breadvan“

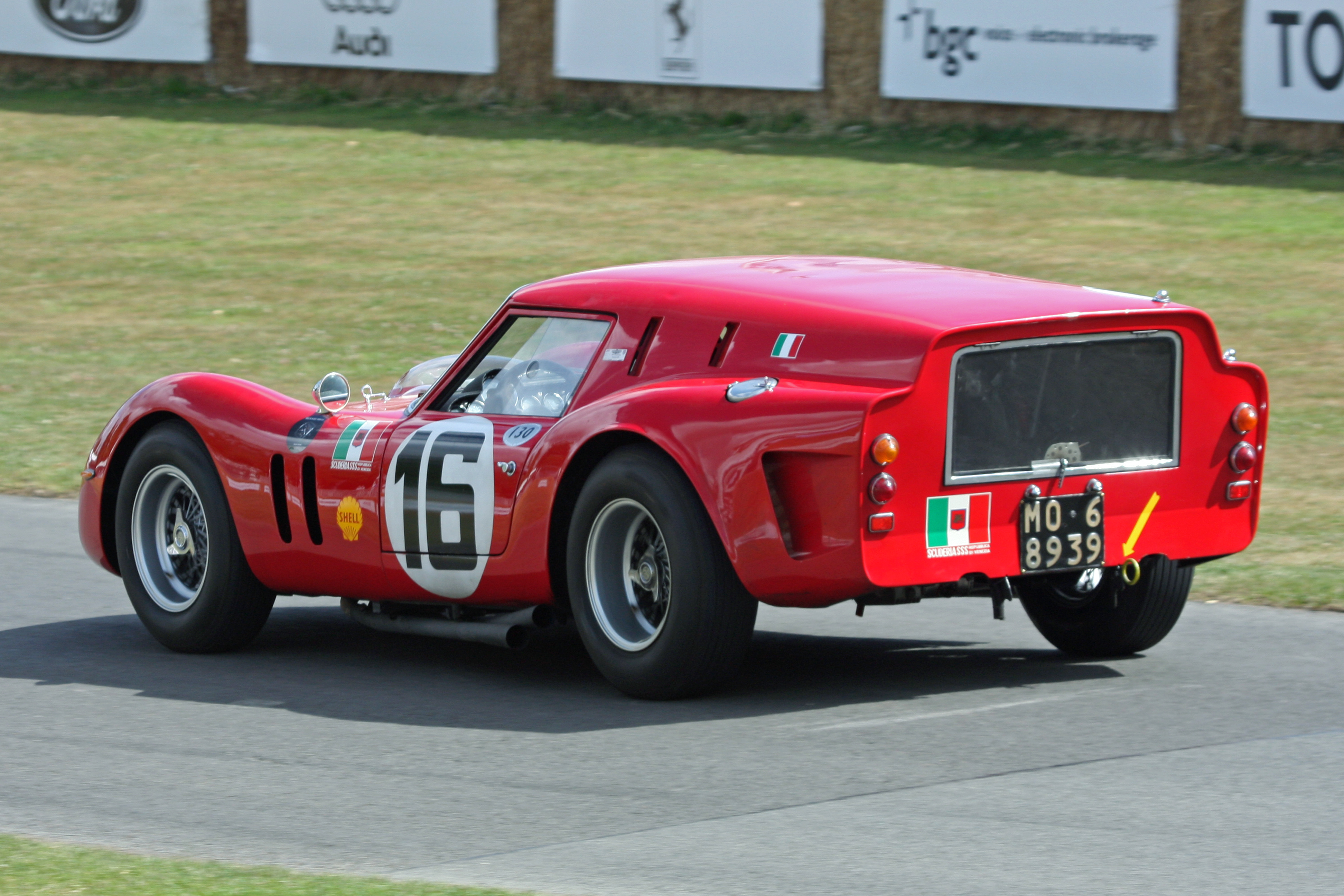
250 GT Berlinetta SWB „Breadvan“

Der 250 GT „Breadvan“ ist ein außergewöhnlich gestaltetes, für Wettbewerbe konstruiertes Einzelstück mit Berlinetta-SWB-Technik. Initiator des Fahrzeugs war Conte Giovanni Volpi di Misurata, der Betreiber des in Venedig ansässigen Rennstalls Scuderia Serenissima, der sich im Winter 1961/62 vergeblich um einen neuen Ferrari 250 GTO bemüht hatte und nun Giotto Bizzarrini mit der Konstruktion eines 250-GTO-Konkurrenten beauftragte. Bizzarrini griff auf das Fahrgestell des 1961 hergestellten Ferrari 250 GT Berlinetta SWB SEFAC Hot Rod mit der Chassisnummer 2819GT zurück. Fahrgestell und Antriebstechnik blieben unverändert. Völlig neu war hingegen die Aluminiumkarosserie mit Kamm-Heck nach den aerodynamischen Prinzipien Wunibald Kamms. Zum Kamm-Heck gehört ein nur wenig nach hinten abfallendes Dach, das an einem senkrecht stehenden „Abrissheck“ endet. Hinten ist eine Klappe aus Plexiglas installiert. Wegen des kombiartigen Aufbaus wurde der Wagen in der französischen Presse als „Cammionette“ (kleiner Lieferwagen) und im britischen Bereich als „Breadvan“ (Brotwagen) verspottet. Der Breadvan trat nur einmal – beim 24-Stunden-Rennen von Le Mans 1962 – gegen den 250 GTO an. In den ersten Runden lag er vor den 250 GTOs, fiel aber nach drei Stunden mit technischem Defekt aus. In den folgenden Monaten gab es nur noch einige Auftritte bei kleineren Rennen, bei denen der „Breadvan“ keine Siege erzielte.

#### Carrozzeria Sports Cars
Piero Drogos Unternehmen Carrozzeria Sports Cars, das bereits an der Entwicklung des „Breadvan“ beteiligt gewesen war, kleidete 1962 ein älteres Berlinetta-SWB-Chassis neu ein. Es war das Fahrgestell mit der Nummer 2057GT, das Ferrari 1960 zunächst für einen Prototyp des künftigen 250 GTO verwendet hatte. Ende 1960 erhielt das Chassis eine serienmäßige Competizione-Karosserie. Mit diesem Wagen nahmen Fahrer wie Miro Toselli, Luigi Taramazzo, Jean Blaton, Georges Berger, Edgar Berney und Jacques Swaters bis zum Sommer 1962 an zahlreichen Sportwagenrennen teil. Berger gewann mit ihm im April 1962 den Coupe de Bruxelles. Im Spätsommer 1962 erhielt das Chassis von der Carrozzeria Sports Cars in Modena einen neuen Aufbau. Drogos Karosserie hatte eine stark geschwungene Gürtellinie. Die vorderen Scheinwerfer befanden sich hinter Plexiglasabdeckungen. Die Wagenfront war weit vorgezogen und hatte keine Stoßstangen. Über die Wagenbreite gab es zwei fast rechteckige Lufteinlässe, hinzu kamen große seitliche Entlüftungsöffnungen in den vorderen Kotflügeln. Lucien Bianchi, Berger, Blaton und Swaters setzten das Auto bis zum Frühjahr weiter bei Sportwagenrennen in Frankreich und Belgien, aber auch in Angola ein. Das beste Ergebnis erzielte Blaton mit ihm beim Großen Preis von Angola 1962, den er als Vierter beendete. Beim 500-km-Rennen von Spa-Francorchamps im Mai 1964 zerstörte Francis von Lysbeth das Auto bei einem Unfall. Es wurde nicht wieder aufgebaut.

#### Neri e Bonacini

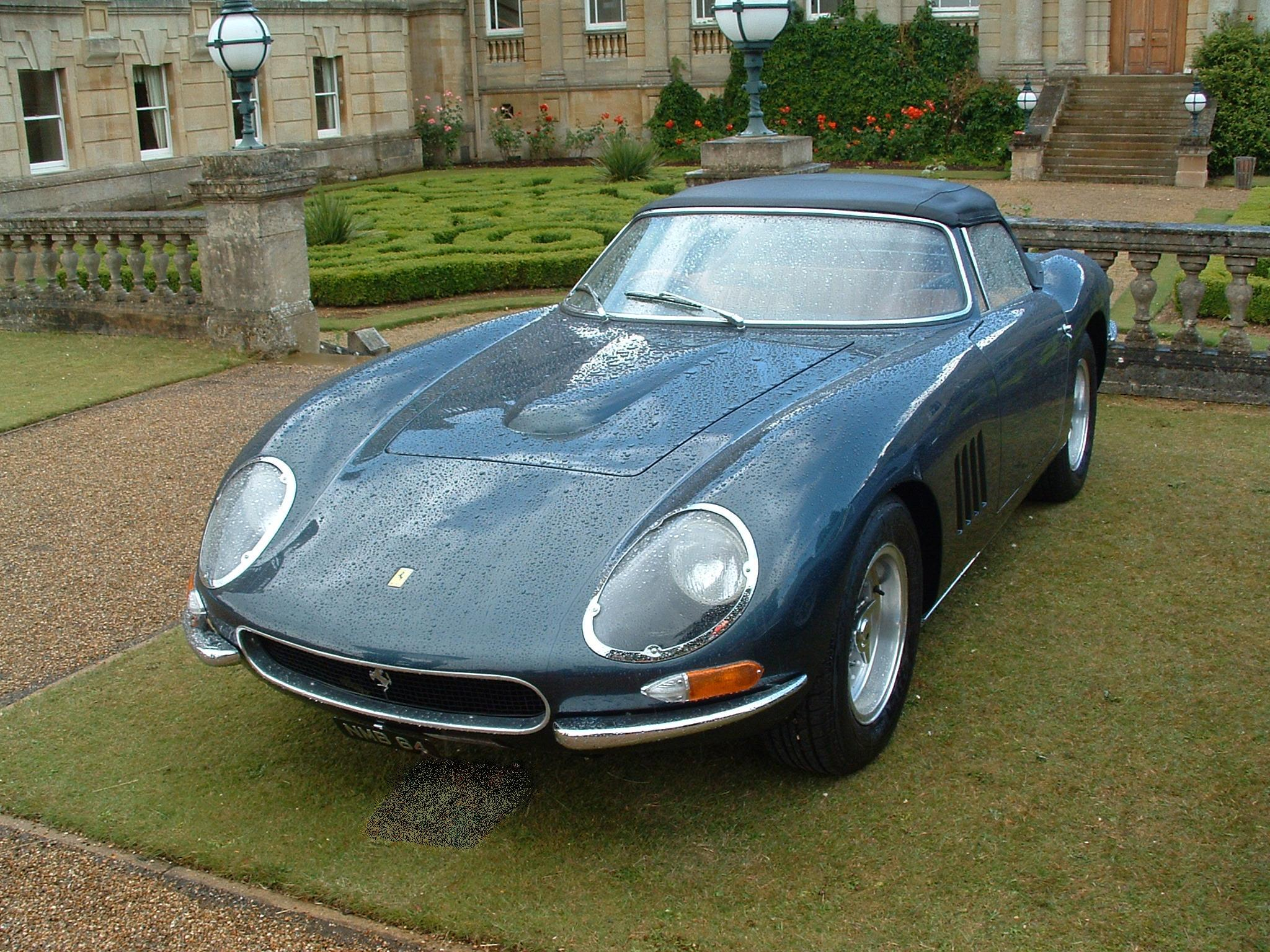
Nembo Spyder

Der in Modena ansässige Karosseriehersteller Neri e Bonacini produzierte Mitte der 1960er-Jahre eine vier Fahrzeuge umfassende Kleinserie offener und geschlossener Sportwagen mit Ferrari-Technik, die als Nembo GT und als Nembo Spyder bezeichnet wurden. In keinem Fall nutzte Neri e Bonacini fabrikneue Fahrgestelle, sondern kleidete ältere Chassis ein, die ursprünglich mit einer serienmäßigen Werkskarosserie ausgeliefert worden waren. Ein Coupé entstand 1964 auf der Basis eines 250-GT-Coupé-Fahrgestells, je ein Spyder beruhte auf dem Chassis eines 250 GT Cabriolet bzw. des 250 GT SWB.
Das von Neri e Bonacini neu eingekleidete 250-GT-SWB-Chassis (3771GT) war 1962 als eines der letzten Exemplare als Lusso mit Stahlkarosserie hergestellt worden. 1966 erhielt das Auto die neue Nembo-Karosserie, die den anderen Nembo-Ferraris weitgehend gleicht. An dem Entwurf des Aufbaus war der US-amerikanische Designer Tom Meade beteiligt. Der Nembo Spyder hat zurückversetzte Scheinwerfer, die mit einer gewölbten Scheibe aus Plexiglas abgedeckt sind, und darunter liegende schmale Blinker. Die ovale Kühleröffnung befindet sich unterhalb der Scheinwerfer. Sie teilt die vordere Stoßstange. Die vorderen Kotflügel haben große seitliche Entlüftungsöffnungen, die hinteren Kotflügel sind stark gewölbt. Ein Hardtop wurde mitgeliefert. Das Auto wurde 1966 an einen US-amerikanischen Kunden verkauft. Das Auto inspirierte Luigi Chinetti zu dem 275 GTB/4 NART Spyder, einem zweisitzigen Cabriolet auf der Basis des 275 GTB/4, das Scaglietti 1967 und 1968 in Chinettis Auftrag insgesamt zehnmal herstellte.

#### Zagato

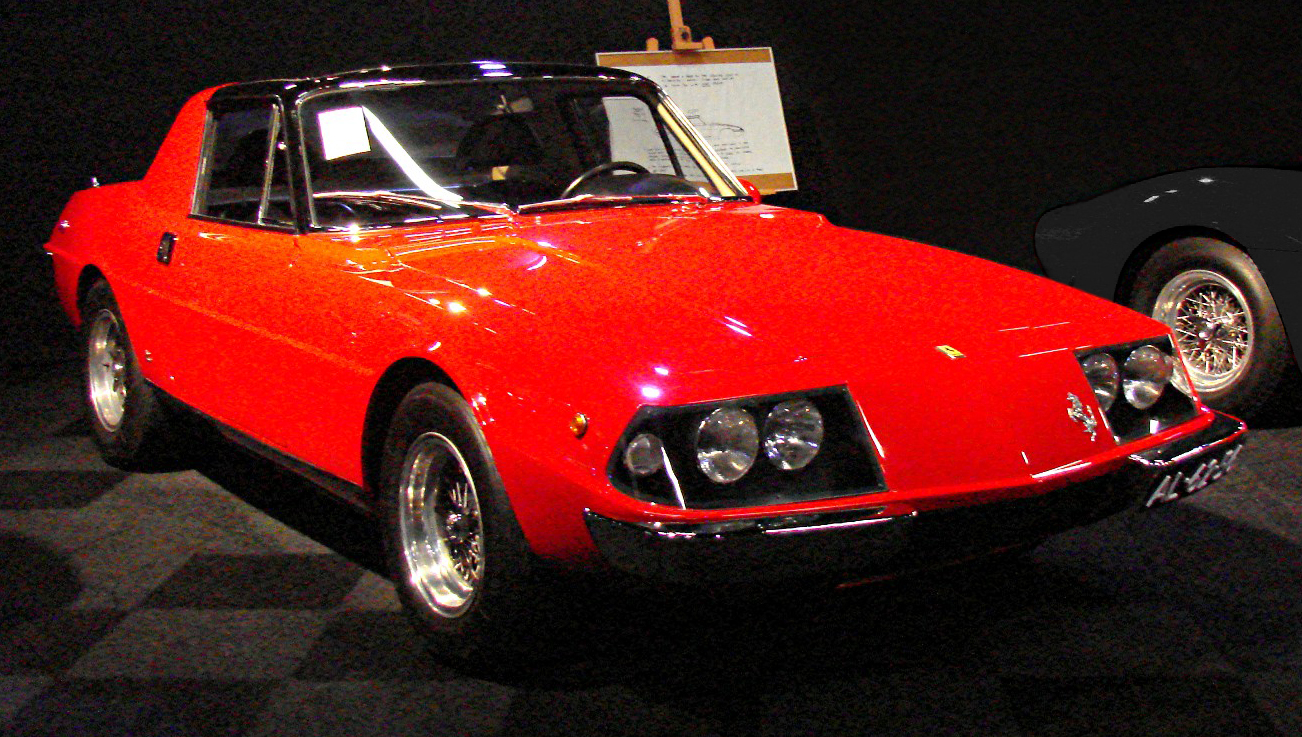
Stilistisch mit dem 250 3Z weitgehend gleich: Ferrari 330 GTC Zagato

Der Mailänder Karosseriehersteller Zagato, der seit den späten 1960er-Jahren im Auftrag Luigi Chinettis wiederholt individuelle Einzelaufbauten auf Ferrari-Chassis hergestellt hatte, präsentierte 1970 erneut ein von Chinetti initiiertes Einzelstück mit Ferrari-Technik, das die Bezeichnung Ferrari 250 GT 3Z erhielt. Auch in diesem Fall wurde ein älteres Ferrari-Chassis (Nr. 2491GT) neu eingekleidet. Die Zuordnung des Chassis ist nicht eindeutig. Einige Quellen sind der Auffassung, dass das Fahrgestell zur Berlinetta-SWB-Reihe gehört, andere halten es für das Fahrgestell eines 250 GT California Spyder. Der 3Z war ein zweisitziges Cabriolet. Die Karosserie war ein Entwurf von Giuseppe Mittino, dem damaligen Chefdesigner der Carrozzeria Zagato. Das Auto hatte gerade Linien und sehr glatte Flächen mit einer angewinkelten Frontmaske. Ein besonderes Merkmal waren Lamellen vor den Frontscheinwerfern und an den Ecken der Kotflügel. Mittino wollte damit das Visier eines Ritterhelms stilisieren. Das Thema wiederholte Zagato 16 Jahre später bei dem Aston Martin V8 Zagato Volante. Hinten waren die von Alfa Romeo übernommenen Rückleuchten sehr hoch angesetzt. Der 3Z wurde auf dem Turiner Autosalon 1971 öffentlich gezeigt. Nach der Ausstellung verkaufte Luigi Chinetti ihn an einen US-amerikanischen Kunden. 2013 wurde die Zagato-Karosserie entfernt. Das Fahrgestell erhielt die Karosserie eines Ferrari 250 GT California Spyder.
Zagato verwendete den Entwurf 1974 noch einmal für ein Targa-Coupé auf der Basis des 330 GTC. Bei diesem Aufbau verzichtete Zagato lediglich auf die Lamellen vor den Scheinwerfern; hier befanden sich die Leuchten hinter einer fest stehenden Plastikabdeckung.

## RML Short Wheelbase

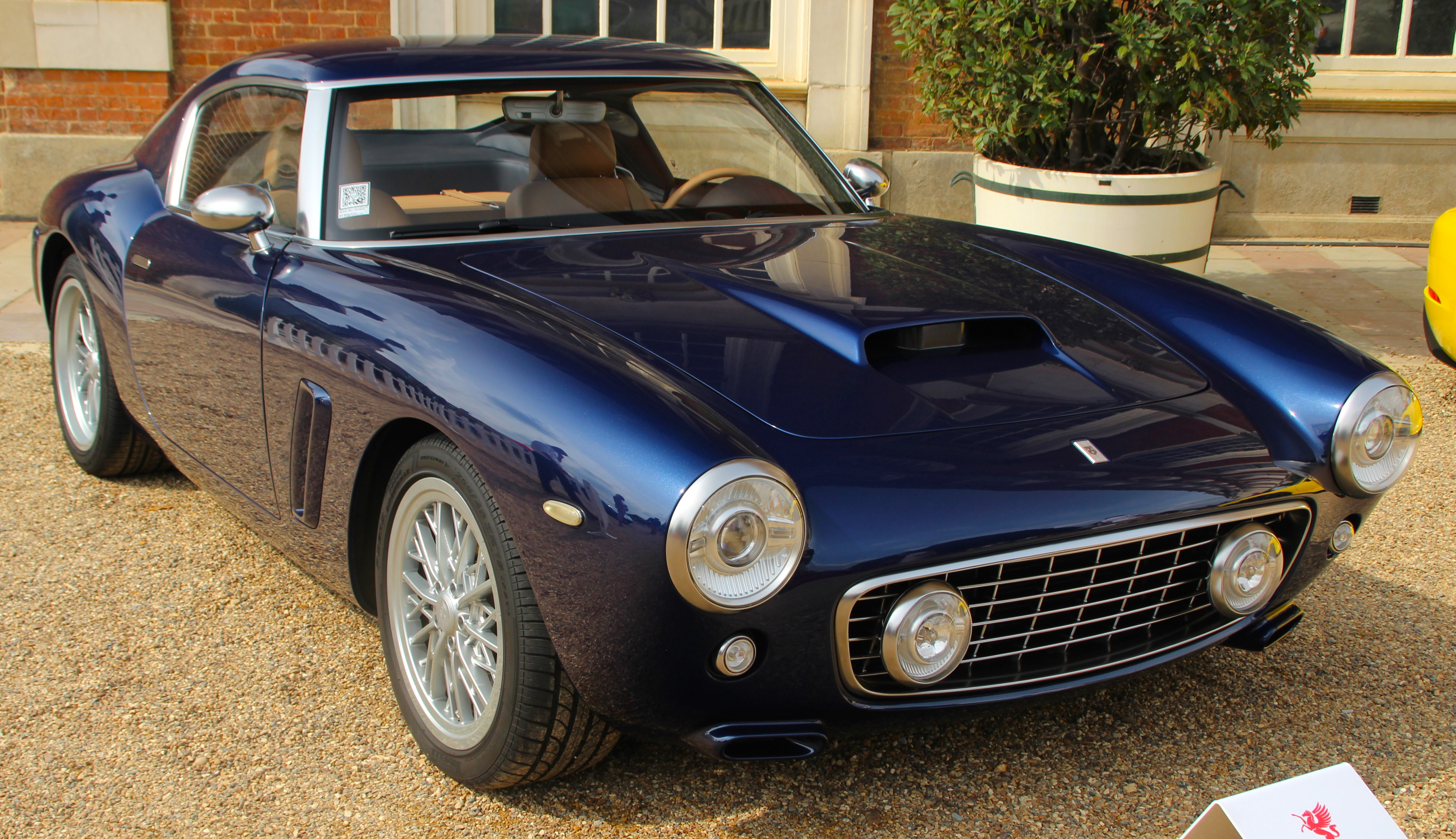
RML Short Wheelbase

Die britische RML Group präsentierte 2021 den auf 30 Exemplare limitierten RML Short Wheelbase, der gestalterisch an den 250 GT Berlinetta SWB angelehnt ist. Technisch basiert er jedoch auf dem zwischen 1996 und 2001 gebauten Ferrari 550 Maranello.

## Zitate
„Der 250 GT Berlinetta SWB ist jung, ungestüm, voll überschüssiger Kraft, ein serienmäßiger Rennsportwagen, der nach Freiheit dürstet. Er ermöglicht das Fahren an sich, erlebnishungrig und zum Unmöglichen bereit. Er schmiegt sich in die Hand seines Lenkers, willig wie eine Sommerliebe.“

„Das Fahren hat keinen Spaß gemacht. Die Zuschauer sehen nicht einmal den Mann am Lenkrad, und jeder Formel-Junior-Rennwagen ist schneller.“

“An absolutely unique Piece of machinery that knows not a single peer”

„Ein absolut einzigartiges Stück Mechanik, das nicht einen einzigen gleichwertigen Konkurrenten hat.“